# Erkenbald Le Fleming de Ruán
Erkenbald Le Fleming de Ruán también Archambaud y Archembald le Fleming (Latín: Erchenbaldus [Flandrensis] Filius Erchenbaldi, c. 1024-1100), fue un caballero flamenco convertido en noble de la órbita normanda. Es el primer referente de la familia le Fleming. Custodio del castillo de Launceston. Era hijo de Erkenbald (n. 970), vizconde de Ruán, y posiblemente fue el único flamenco de la corte de Ruán. Pariente lejano de Balduino V de Flandes y compañero de Guillermo II de Normandía durante la conquista normanda de Inglaterra. Pertenecía al círculo de confianza de Roberto de Mortain.
A la vista de su actividad en la corte normanda, sustituyó a Osbern de Crépon como senescal poco después de su muerte en 1040. No se sabe si participó en la batalla de Hastings (1066), pero en 1067 partió hacia Inglaterra, posiblemente en diciembre tras el regreso de Guillermo I de Inglaterra para atender asuntos del ducado de Normandía.
Las propiedades de la familia le Fleming en Devon, Cornualles, Oxfordshire y Suffolk aparecen en el Libro Domesday (1086).

## Herencia
No se conoce el nombre de su esposa, pero las crónicas mencionan a tres hijos:
- Stephen fitz Archembald of Bratton Fleming (c. 1066-1146);[6] fue un poderoso apoyo de Enrique I de Inglaterra,[7] y tras su muerte apoyo a Esteban de Blois.[8] Su hijo Archembald participó en la invasión cambro-normanda de Irlanda (1171) con Hugo de Lacy y fue uno de los mejores apoyos de Enrique II de Inglaterra. Archembald fue uno de los conspiradores en el asesinato del arzobispo Thomas Becket.[9]
- John le Fleming;
- William le Fleming.

John le Fleming (m. 1125), uno de los doce caballeros de Glamorgan, es descendiente directo de Erkenbald.